# Vukosavci (Lopare)
Pour les articles homonymes, voir Vukosavci.
Vukosavci (en serbe cyrillique : Вукосавци) est un village de Bosnie-Herzégovine. Il est situé dans la municipalité de Lopare et dans la république serbe de Bosnie. Selon les premiers résultats du recensement bosnien de 2013, il compte 398 habitants.

## Démographie

### Évolution historique de la population dans la localité
| 1948 | 1953 | 1961 | 1971 | 1981 | 1991 | 2013 |
| ---- | ---- | ---- | ---- | ---- | ---- | ---- |
| -    | -    | 453  | 445  | 495  | 473, | 398  |

|  |

### Répartition de la population par nationalités (1991)
En 1991, les 473 habitants du village étaient tous serbes.

### Communauté locale
En 1991, la communauté locale de Vukosavci comptait 835 habitants, répartis de la manière suivante :